# زنی در طبقه پنجم
زنی در طبقه پنجم (به انگلیسی: The Woman in the Fifth) فیلمی محصول سال ۲۰۱۱ و به کارگردانی پاوئو پاولیکوفسکی است. در این فیلم بازیگرانی همچون ایثن هاک، کریستین اسکات توماس، یوانا کولیگ، سمیر گسمی، آنه بنویت و گرگوری گادبوا ایفای نقش کرده‌اند.